# Machtlos (Album)
Machtlos ist das 8. Studioalbum der deutschen Schlagersängerin Andrea Berg. Es wurde im Mai 2003 veröffentlicht. Mit dem Album erreichte Berg zum ersten Mal die Spitze der deutschen Albumcharts. Damit schaffte sie gut 20 Jahre nach Nicoles Ein bisschen Frieden 1982, dass ein Schlageralbum einer Sängerin diese Position erreichte.

## Rezeption
Peter Schwarz vom Zeitungsverlag Waiblingen langweilte sich beim Hören des Albums. Er fand die „Beats zu brav, die Keyboards sänftelnd und die Streicherflächen synthetisch“. Der Rezensent stört sich auch am Frauenbild der CD. Dort würde von „verzauberten und machtlosen Weibchen“ gesungen, denen die „Angst weggeküsst“ werden müsste.

## Produktion
Produziert und arrangiert wurde das Album von Eugen Römer. Das Coverbild und die Bilder im Booklet stammen von Jim Rakete.

## Titelliste
| #  | Titel                       | Autor(en)                         | Produzent(en) | Länge |
| -- | --------------------------- | --------------------------------- | ------------- | ----- |
| 1  | Ein Tag mit dir im Paradies | Eugen Römer, Joachim Horn-Bernges | Eugen Römer   | 3:54  |
| 2  | Bleib                       | Eugen Römer, Joachim Horn-Bernges | Eugen Römer   | 2:31  |
| 3  | Bin nicht so stark          | Eugen Römer, Joachim Horn-Bernges | Eugen Römer   | 3:22  |
| 4  | Und ich nahm meine Träume   | Eugen Römer, Joachim Horn-Bernges | Eugen Römer   | 3:05  |
| 5  | Es war nur eine Nacht       | Eugen Römer, Joachim Horn-Bernges | Eugen Römer   | 3:57  |
| 6  | Machtlos                    | Eugen Römer, Joachim Horn-Bernges | Eugen Römer   | 3:49  |
| 7  | Dieser Sommer mit dir       | Eugen Römer, Joachim Horn-Bernges | Eugen Römer   | 2:22  |
| 8  | Die Nacht ist so lang       | Eugen Römer, Tobias Reitz         | Eugen Römer   | 3:02  |
| 9  | Sie ist noch da             | Eugen Römer, Joachim Horn-Bernges | Eugen Römer   | 3:31  |
| 10 | Mama                        | Eugen Römer, Joachim Horn-Bernges | Eugen Römer   | 4:04  |
| 11 | Ich tanz den Blues allein   | Eugen Römer, Joachim Horn-Bernges | Eugen Römer   | 2:45  |
| 12 | Kleines Wunder              | Eugen Römer, Joachim Horn-Bernges | Eugen Römer   | 3:26  |
| 13 | Ein Schiff wird kommen      | Manos Hadjidakis, Billy Towne     | Eugen Römer   | 3:51  |

## Chartplatzierungen
| ChartsChartplatzierungen | Höchstplatzierung | Wochen |
| ------------------------ | ----------------- | ------ |
| Deutschland (GfK)        | 1 (24 Wo.)        | 24     |
| Österreich (Ö3)          | 8 (23 Wo.)        | 23     |

## Auszeichnungen für Musikverkäufe
| Land/Region        | Auszeichnungen für Musikverkäufe (Land/Region, Auszeichnung, Verkäufe) | Verkäufe |
| ------------------ | ---------------------------------------------------------------------- | -------- |
| Deutschland (BVMI) | 3× Gold                                                                | 300.000  |
| Österreich (IFPI)  | Gold                                                                   | 10.000   |
| Insgesamt          | 2× Gold ·                                                              | 310.000  |